# 奧扎利
奧扎利是克羅地亞的城鎮，位於該國中部庫帕河畔，毗鄰與斯洛文尼亞接壤的邊境，由卡爾洛瓦茨縣負責管轄，面積179.40平方公里，2011年人口7,932。

## 外部連結
- Ozalj official site （页面存档备份，存于）